# Maza, North Dakota
Maza là một thành phố của Quận Towner thuộc tiểu bang North Dakota, Hoa Kỳ. Dân số theo điều tra dân số năm 2000 là 5 người. Maza được thành lập năm 1893.
Theo Cục điều tra dân số Hoa Kỳ, Maza là một trong 8 nơi duy nhất tại Hoa Kỳ có cơ cấu dân số gồm 5 dân tộc. Những nơi khác là Storrie, California; Bear Head Lake, Minnesota; Baker, Missouri; Gross, Nebraska; Odell, New Hampshire; Somerset, Vermont; và Prudhoe Bay, Alaska. Tuy nhiên Maza là nơi duy nhất trong 8 nơi kể trên được tổ chức thành một thành phố.

## Địa lý
Maza nằm ở vị trí 48°23′33″B 99°11′39″T / 48,3925°B 99,19417°TĐã đưa tham số không hợp lệ vào hàm {{#coordinates:}} (48.392442, -99.194052)1.
Theo Cục điều tra dân số Hoa Kỳ, thành phố có tổng diện tích 9,1 dặm vuông Anh (23,4 km²) trong đó đất chiếm 8,2 dặm vuông (21,2 km²) và nước chiếm 0,9 dặm vuông (2,2 km²) hay là 9,50%.

## Nhân khẩu
Theo điều tra dân số năm 2000, thành phố có năm người, 3 hộ gia đình, và hai 2 gia đình sống trong thành phố. Mật độ dân số là 0,6 người trên một dặm vuông (0.2 người/km²). Có năm đơn vị nhà ở với mật độ trung bình 0,6/dặm vuông (0,2/km²). Thành phần sắc tộc của thành phố là: 80,00% người da trắng và 20,00% thuộc hai sắc tộc trở lên.
Có ba hộ gia đình trong đó hai hộ là cặp vợ chồng chung sống với nhau, và một độc thân. Tất cả năm cư dân có tuổi từ 45 đến 64. Tuổi trung bình là 52. Có hai nữ và ba nam.
Lợi tức trung bình cho một hộ gia đình trong thành phố là 38.750 đô la. Lợi tức đầu người là 39.000 đô la. Không ai dưới mức nghèo.